# Kanton Tournon-d’Agenais
Der Kanton Tournon-d’Agenais war bis 2015 ein französischer Wahlkreis im Arrondissement Villeneuve-sur-Lot, im Département Lot-et-Garonne und in der ehemaligen Region Aquitanien; sein Hauptort war Tournon-d’Agenais. Vertreter im Generalrat des Départements war zuletzt von 2008 bis 2015 Daniel Borie (PS). 
Der Kanton war 141,11 km² groß und hatte 6559 Einwohner (Stand 2012).
Der Kanton umfasste Wahlberechtigte aus folgenden zehn Gemeinden:
| Gemeinde          | Einwohner Jahr | Fläche km² | Bevölkerungsdichte | Code INSEE | Postleitzahl |
| ----------------- | -------------- | ---------- | ------------------ | ---------- | ------------ |
| Anthé             | 197 (2013)     | 13,93      | 14 Einw./km²       | 47011      | 47370        |
| Bourlens          | 357 (2013)     | 15,44      | 23 Einw./km²       | 47036      | 47370        |
| Cazideroque       | 232 (2013)     | 11,94      | 19 Einw./km²       | 47064      | 47370        |
| Courbiac          | 122 (2013)     | 9,05       | 13 Einw./km²       | 47072      | 47370        |
| Masquières        | 191 (2013)     | 12,31      | 16 Einw./km²       | 47160      | 47370        |
| Montayral         | 2842 (2013)    | 24,54      | 116 Einw./km²      | 47185      | 47500        |
| Saint-Vite        | 1209 (2013)    | 15,96      | 76 Einw./km²       | 47283      | 47500        |
| Thézac            | 187 (2013)     | 5,47       | 34 Einw./km²       | 47307      | 47370        |
| Tournon-d’Agenais | 697 (2013)     | 11,21      | 62 Einw./km²       | 47312      | 47370        |
| Saint-Georges     | 552 (2013)     | 21,26      | 26 Einw./km²       | 47328      | 47370        |